# Eisenbahnunfall von Xinma

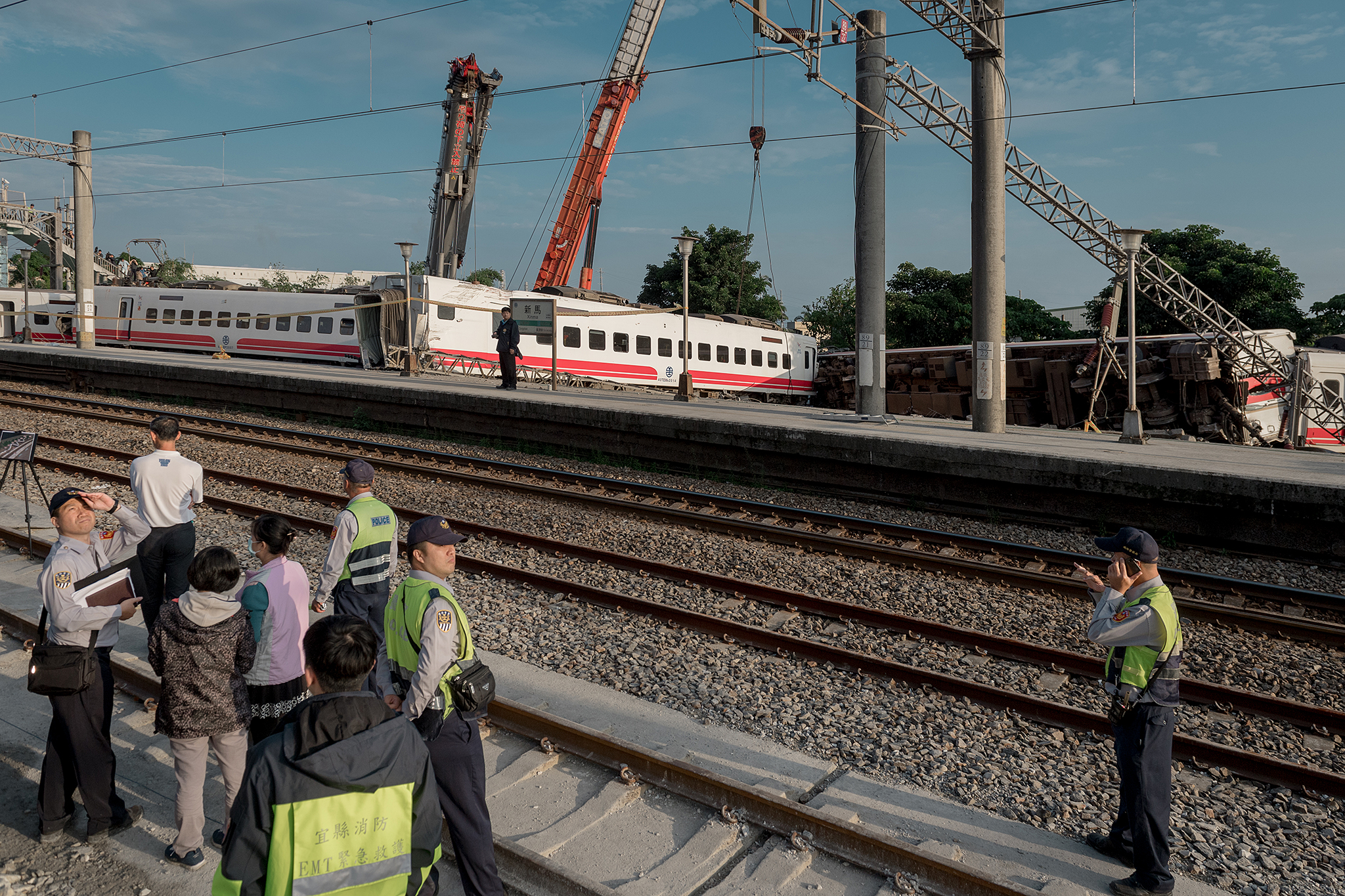
Aufräumarbeiten nach dem Unfall

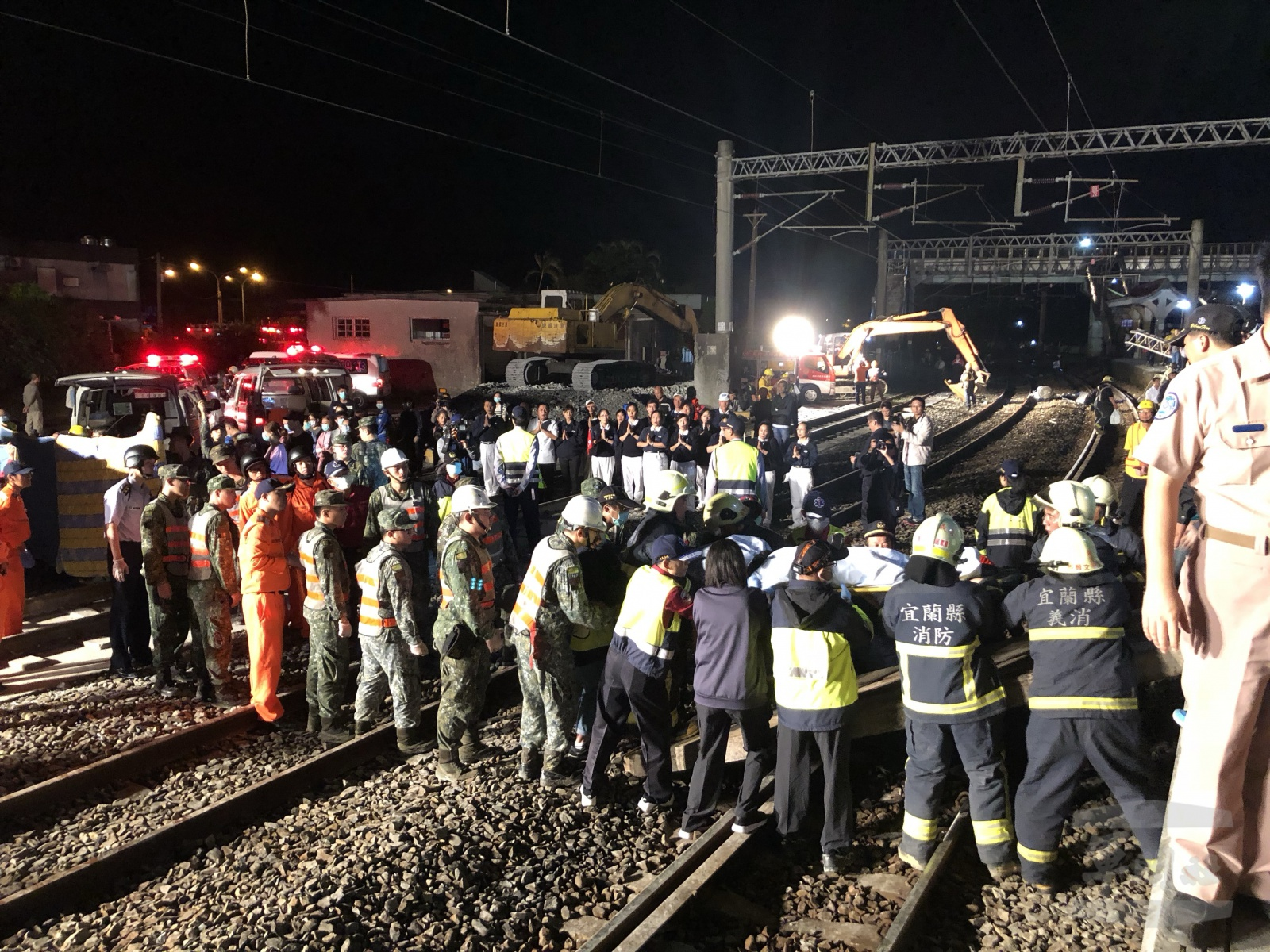
Einsatzkräfte am Ort des Unfalls

Der Eisenbahnunfall von Xinma ereignete sich am 21. Oktober 2018 nahe dem Bahnhof Xinma (新馬車站), im Gemeindegebiet der Stadt Su’ao im Landkreis Yilan (Taiwan).

## Unfallhergang
Gegen etwa 16:50 Uhr Ortszeit entgleiste der Puyuma-Express 6432 (普悠瑪號,  Pǔyōumǎ Hào) in einer Kurve vor der Einfahrt in den Bahnhof Xinma. Der Zug befand sich auf dem Weg von Shulin (Neu-Taipeh) nach Taitung. Es entgleisten alle acht Eisenbahnwagen, in denen sich 366 Passagiere befanden. Bei dem Unfall kamen 18 Reisende ums Leben und 187 weitere wurden verletzt. Anschließend kam es zu einem Großeinsatz von Rettungskräften unter Einsatz von Armeeeinheiten, der sich bis in die Nacht hineinzog.
Der Zug war erst sechs Jahre alt und nach Angaben der Taiwanischen Eisenbahnverwaltung in gutem Wartungszustand. Die Triebzüge (Modell TEMU2000) waren im Jahr 2012 in Japan von Nippon Sharyo beschafft worden. Es handelt sich um Triebzüge mit Neigetechnik und einer Höchstgeschwindigkeit von 130 km/h. Bei ihrer Indienststellung mussten aufgrund der Neigetechnik mehrere Bahnsteige umgebaut werden.
Der Unfall war schwerwiegendste in Taiwan seit dem Eisenbahnunfall von Zaoqiao im Landkreis Miaoli 1991 mit 30 Toten und 112 Verletzten. Der schwerste Eisenbahnunfall in der Nachkriegsgeschichte Taiwans war der Eisenbahnunfall von Xindian im Jahr 1948, als beim Brand eines Zuges vermutlich 64 Menschen starben.

## Unfallursache
Die Unfallursache war zunächst unklar. Augenzeugen berichteten über ein lautes Geräusch und anschließende Funkenentwicklung kurz vor dem Ereignis. Der Triebfahrzeugführer habe mehrfach versucht, die Notbremse auszulösen. Die Entgleisung des Zuges wurde durch eine Videoüberwachungskamera aufgenommen. Einen Tag nach dem Unfall gab der Triebfahrzeugführer zu Protokoll, dass er vor dem Unfall das automatische Geschwindigkeitskontrollsystem des Zuges ausgeschaltet habe. Erste Untersuchungen legten nahe, dass der Zug mit deutlich überhöhter Geschwindigkeit von 140 km/h statt der vorgesehenen 60–70 km/h in die Kurve eingefahren war. Eine Untersuchungskommission kam am 22. Oktober 2018 zu dem Schluss, dass überhöhte Geschwindigkeit die Hauptunfallursache gewesen war. Ein Problem mit einem Luftkompressor hatte dazu geführt, dass der Triebzug mit 14 Minuten Verspätung im Bahnhof von Yilan eingetroffen war. Um die Verspätung wieder einzuholen, hatte der Triebzugführer auf Anweisung seiner Vorgesetzten den Zug anschließend beschleunigt. Da er jedoch nur aushilfsweise eingesprungen war und die Strecke nicht näher kannte, war ihm die Kurve beim Bahnhof Xinma nicht geläufig. Eisenbahnexperten äußerten in diesem Zusammenhang Kritik an der Taiwanischen Eisenbahnverwaltung (TRA), die ein zu knappes Personalmanagement betreiben würde, was zu Sicherheitsrisiken führe.